# Times Higher Education
Times Higher Education (THE), wcześniej The Times Higher Education Supplement (THES) – brytyjski tygodnik, na którego łamach publikowane są wiadomości związane ze szkolnictwem wyższym. Jest to czołowa publikacja w Wielkiej Brytanii w tej dziedzinie. Pierwszy numer, jeszcze jako „The Times Higher Education Supplement”, ukazał się w 1971 roku.

## Historia
Od 1971 do 2008 roku pismo było wydawane jako „The Times Higher Education Supplement” (THES) w formacie gazety i było częścią dziennika „The Times”. Od 2005 roku pismo należało do szeregu przedsiębiorstw opartych na kapitale private equity. 10 stycznia 2008 roku zaczęło się ukazywać jako „Times Higher Education” (THE).
W 2011 roku Professional Publishers’ Association przyznało pismu „Times Higher Education”, w kategorii biznesu, tytuły tygodnika roku (Weekly Magazine of the Year) i mediowej marki roku (Media Brand of the Year).
W 2019 roku amerykańskie przedsiębiorstwo TPG Capital sprzedało tygodnik firmie Inflexion Private Equity. Transakcja wynikała z wyodrębnienia periodyku ze spółki dominującej TES Global. Dzięki tej transakcji tytuł po raz pierwszy stał się niezależną publikacją.

## Ranking uniwersytetów na świecie
W latach 2004–2009 tygodnik (do 2007 roku jako „Times Higher Education Supplement”) corocznie publikował, pod nazwą Times Higher Education Supplement – QS World University Rankings, zestawienia najlepszych uniwersytetów na świecie. Przy opracowywaniu rankingów redakcja periodyku współpracowała z firmą Quacquarelli Symonds. QS była odpowiedzialna za gromadzenie danych, które powierzała Evidence Ltd., przedsiębiorstwu założonemu przez naukowca Jonathana Adamsa, a w 2009 roku kupionemu przez kanadyjski konglomerat Thomas Reuters. Redakcja „THE” odpowiedzialna była za strukturę zestawień oraz zamieszczanie do nich komentarzy. QS była wówczas znana z pośredniczenia w rekrutacji studentów ze szczególnym uwzględnieniem studiów MBA.
W 2014 roku ogłoszono współpracę pomiędzy „Times Higher Education” a holenderską firmą wydawniczo-analityczną Elsevier, która miała dostarczać dane do rankingów światowych uniwersytetów „THE” oraz przeprowadzać analizy wyników poszczególnych uczelni.